# Соколов, Борис Михайлович
Борис Михайлович Соколов (18 марта 1944, Уфа — 26 февраля 2022, Санкт-Петербург) — советский и российский актёр театра и кино. Народный артист РСФСР (1990). Получил известность благодаря роли в спектакле «Святая святых».
Сыграл главную роль в фильме Геннадия Полоки «А был ли Каротин?»

## Биография
Борис Соколов родился 18 марта 1944 года в Уфе. В 1965 году окончил ГИТИС имени Луначарского. Работал в Ленинградском театре имени Ленинского комсомола.
С 1977 по 2022 год — актёр Академического драматического театра имени В. Ф. Комиссаржевской.
Скончался 26 февраля 2022 года на 78-м году жизни в Санкт-Петербурге. Церемония прощания состоялась 2 марта 2022 года в Театре им. В. Ф. Комиссаржевской, после чего тело актёра было кремировано в городском крематории на Шафировском проспекте.

## Творчество

### Работы в театре
- «Святая святых» — Кэлин Абабий
- «Французские штучки» — Альбер Ламар
- «Чичиков» — Ноздрёв
- «Прощай клоун» — Дзампано
- «Полоумный Журден» — Журден
- «Дни Турбиных» — Мышлаевский

### Фильмография
| Год       |     | Название                                               | Роль                                    |
| --------- | --- | ------------------------------------------------------ | --------------------------------------- |
| 1969      | ф   | Суровые километры                                      | Имя персонажа не указано                |
| 1975      | ф   | Звезда пленительного счастья                           | Александр Раевский                      |
| 1975      | ф   | Потрясающий Берендеев                                  | эпизод                                  |
| 1977      | ф   | Деревья умирают стоя                                   | Маурисьо                                |
| 1977      | ф   | Объяснение в любви                                     | скрипач                                 |
| 1977      | ф   | Семья Зацепиных                                        | Сергей                                  |
| 1980      | ф   | В поте лица своего                                     | Воронков, главный инженер               |
| 1980      | ф   | Мой папа — идеалист                                    | Роман                                   |
| 1980      | мтф | Синдикат 2                                             | Артур Христианович Артузов              |
| 1981      | ф   | Девушка и Гранд                                        | конюх                                   |
| 1982      | ф   | Магистраль                                             | Фёдор Исаев                             |
| 1982      | ф   | Преодоление                                            | Имя персонажа не указано                |
| 1983      | тф  | Мера пресечения                                        | Яков Антонович Хухрий                   |
| 1983      | ф   | Место действия                                         | корреспондент                           |
| 1983      | ф   | Ювелирное дело                                         | Тимофей Черёмных                        |
| 1984      | ф   | Прохиндиада, или Бег на месте                          | отмечавший защиту диссертации           |
| 1985      | ф   | Пароль знали двое                                      | Владислав Константинович Лавров         |
| 1985      | тф  | Сказочное путешествие мистера Бильбо Беггинса, Хоббита | Бэрд                                    |
| 1986      | ф   | Лермонтов                                              | князь В. Голицын                        |
| 1987      | ф   | Счастливый случай                                      | адвокат / артист                        |
| 1988      | с   | Жизнь Клима Самгина                                    | эпизод                                  |
| 1988      | тф  | Собачье сердце                                         | конферансье в цирке                     |
| 1989      | ф   | А был ли Каротин?                                      | Каротин                                 |
| 1989      | ф   | В знак протеста                                        | Лев Аверьянович                         |
| 1990      | ф   | Анекдоты                                               | "Карл Маркс"                            |
| 1990      | ф   | Когда святые маршируют                                 | Олег Олегович                           |
| 1991      | ф   | Кольцо                                                 | Имя персонажа не указано                |
| 1991      | ф   | Ржавчина                                               | Имя персонажа не указано                |
| 1991      | ф   | Третья планета                                         | Антон                                   |
| 1992      | ф   | Странные мужчины Семёновой Екатерины                   | Валерий Сергеевич Метлицкий             |
| 1993      | ф   | Проклятие Дюран                                        | доктор Давид                            |
| 1993      | ф   | Тюремный романс                                        | прокурор                                |
| 1996      | ф   | Возвращение «Броненосца»                               | Каротин                                 |
| 1998      | с   | Улицы разбитых фонарей                                 | Вадим Семёнович                         |
| 2001—2002 | с   | Крот                                                   | Виктор Сергеевич Копылов, сотрудник ФСБ |
| 2001      | с   | Ниро Вульф и Арчи Гудвин                               | доктор Ллойд                            |
| 2001      | с   | Чёрный ворон                                           | Академик Захаржевский Всеволод Иванович |
| 2002      | с   | Морской узел                                           | Владимир Тихонович                      |
| 2002      | с   | Улицы разбитых фонарей 4                               | Павел Ивлиев                            |
| 2003      | с   | Линии судьбы                                           | Гусельников                             |
| 2003      | с   | Любовь императора                                      | полковник полиции                       |
| 2004      | тф  | Женская логика 4                                       | Имя персонажа не указано                |
| 2004      | с   | Мужчины не плачут                                      | Антон Сергеевич Поляков                 |
| 2004      | с   | Тайны следствия 4                                      | Евгений Кириллович                      |
| 2005      | мтф | Брежнев                                                | Георгий Эммануилович Цуканов            |
| 2005      | с   | Мужчины не плачут 2                                    | Антон Сергеевич Поляков                 |
| 2005      | с   | Призвание                                              | Борис Яковлевич                         |
| 2005      | с   | Принцесса и нищий                                      | большой начальник                       |
| 2005      | с   | Убойная сила 6                                         | Королёв                                 |
| 2006      | с   | Коллекция                                              | Рафик Ахмедович                         |
| 2006      | с   | Опера. Хроники убойного отдела 2                       | отец Милы                               |
| 2006      | ф   | Час пик                                                | профессор                               |
| 2008      | с   | Мамочка, я киллера люблю                               | Шваровский                              |
| 2009      | с   | Личное дело капитана Рюмина                            | Волков                                  |
| 2010      | ф   | Око за око                                             | Бермондт-Авалов                         |
| 2012      | с   | Белая гвардия                                          | доктор                                  |

### Дубляж
- 1988 — Собачье сердце — Николай Николаевич Персиков (Роман Ткачук)
- 1989 — Фанат — Мэтр (Мартиньш Вилсонс)
- 1997 — Воздушная тюрьма — Diamond dog (Винг Рэймс)
- 2004 — Честь имею!.. — Исмаил (Александр Шехтель)

## Награды и звания
- Народный артист РСФСР (2 февраля 1990 года) — за большие заслуги в развитии советского театрального искусства[5].
- Заслуженный артист РСФСР (29 ноября 1983 года) — за заслуги в области советского театрального искусства[6].